# Teatro Campos Elíseos (Bilbau)

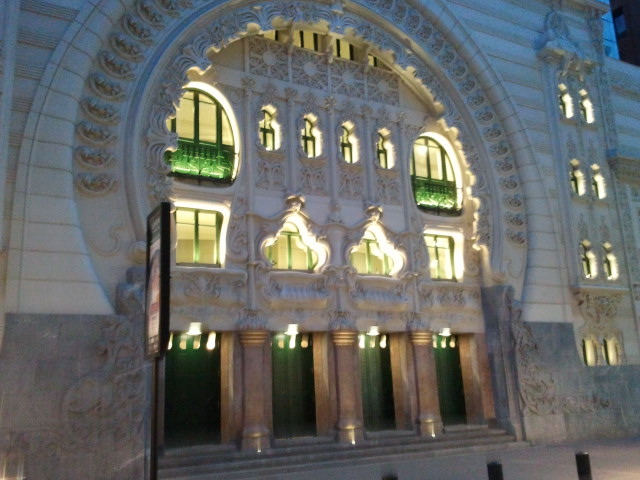
Vista noturna da fachada principal

O Teatro Campos Elíseos, cujo nome oficial atual é Arteria Teatro Campos Elíseos Antzokia e é popularmente conhecido como El Campo ou Bombonera de Bertendona, é um teatro da cidade espanhola de Bilbau, capital da província Biscaia, no País Basco. Inaugurado a 7 de agosto de 1902 e reinaugurado após ter sido restaurado a 11 de março de 2010, é uma das salas de espetáculos mais importantes daquela cidade e alegadamente a mais avançada tecnicamente de Espanha.[carece de fontes?]
Foi construído entre 1901 e 1902, quando o então novo ensanche estava em plena expansão. O projeto é da autoria do arquiteto local Alfredo Acebal. O edifício destaca-se pela sua fachada, desenhada pelo basco-francês Jean Baptiste Darroquy, ricamente decorada e que é a referência exterior deste importante exemplo da arquitetura modernista no País Basco, que está classificado como Bem de Interesse Cultural na categoria de monumento histórico.

## História
Em meados do século XIX Bilbau expandiu-se para a margem esquerda da ria do Nervión e começou-se a urbanizar o que eram terrenos da anteiglesia de Abando, a qual acabaria por ser anexada ao município citadino como o seu ensanche. Nesta área foram construídos inúmeros edifícios relevantes durante a segunda metade do século XIX e início do século XX.
A 3 de maio de 1901 iniciou-se a construção dum teatro, segundo desenho de Alfredo Acebal, nos Jardins dos Campos Elíseos, desaparecidos em meados do século XX. O teatro foi inaugurado um ano depois. O projeto de Acebal foi complementado com o desenho de Darroquy para a fachada principal. Todo o edifício é do mais puro estilo modernista, com decoração Art nouveau em que se destacam as cerâmicas do eibarrês Daniel Zuloaga.
O desenho original foi alterado pelo seu autor antes da obra estar acabada. Anos depois, em 1920, Félix Agüero construiu uma nova escadaria de acesso que em 1943 seria substituída por outra, durante a reforma dos acessos do público dirigida por Manuel Cabanyes, quando se vendeu o espaço da escadaria imperial de acesso ao primeiro andar e do vestíbulo (ou foyer).
Em abril de 1978, uma bomba posta pela organização terrorista ETA militar na zona de poltronas causou grandes estragos. A ETA colocou a bomba no decurso dum conflito laboral que opunha os trabalhadores do teatro com os seus proprietários, a empresa Trueba, que se arrastava há dois na forma de uma greve. Os arquitetos Rufino e Pedro Basáñez dirigiram as obras de restauro, tendo o teatro reaberto em agosto de 1980.
O teatro foi durante algum tempo, na década de 1990, a sede da Orquesrta Sinfónica de Bilbau. Em 1991 foi adquirido pelo Ayuntamiento de Bilbau, que em 1994 encarregou Jesús Aldama de dirigir mais obras de consolidação estrutural do edifício, para resolver dois problemas graves: inflitrações de água da chuva através das parede e a instabilidade da estrutura. A solução de Adama foi construir uma nova cobertura que "suturasse" o edifício. As obras foram realizadas entre 1995 e 1997. A fachada foi parcialmente reabilitada em 1997, mas as obras pararam devido a problemas orçamentais.
Em 2003 a Sociedad General de Autores y Editores (SGAE) assinou um acordo com o ayuntamiento para o restauro e reabilitação integral do teatro. Nos termos desse acordo, a municipalidade e a SGAE participariam cada uma com 50% do teatro, ficando a gestão a cargo da Fundação Autor, da SGAE, por um prazo de 30 anos em troca do pagamento de uma taxa de concessão.
A reforma foi projetada pela Fundação Labein e foi levada a cabo pelo Gabinete de Arquitetura do ayuntamiento juntamente com um arquiteto nomeado pela SGAE. Depois de vários atrasos, o teatro foi reinaugurado a 11 de março de 2010. A reabilitação integral respeitou o estilo arquitetónico e decoração originais, mas aumentou os pesos e volumes, além de atualizar as infraestruturas cénicas, tornando-o apto para as mais modernas técnicas representativas. Após a remodelação, o teatro passou dos 5 000 m² para 7 300 m², aumentando a altura e integrando um edifício de habitação vizinho. O custo total foi de cerca de 27 milhões de euros.
No dia da reinauguração, o teatro passou a integrar a rede de espaços cénicos Arteria, da SGAE, com o nome oficial de "Arteria Campos Elíseos Antzokia".

### A remodelação de 2003-2010
A remodelação integral a que foi submetido o teatro teve em conta o valor monumental do edifício, em especial o da fachada principal, do vestíbulo de acesso, da sala e do proscénio. Procurou-se trazer de volta os elementos originais desfazendo-se os acrescentos posteriores sem valor. As necessidades funcionais e a adequação às normas atuais obrigaram a um aumento do volume do edifício. Além do teatro e dos serviços a ele associados, foram instalados no edifício os escritórios e os serviços de formação dependentes da SGAE.
Para satisfazer essas exigências foram seguidas as seguintes linhas de atuação:
- Anexação do piso térreo dum edifício contíguo para ampliar a zona de trabalhos ligados ao cenário e à entrada de técnicos e artistas.

- Crescimento vertical para albergar os serviços administrativos e a sala polivalente.

- Escavação de uma cave debaixo da área cénica para serviço da mesma.

## Características das instalações
Tal como previa o convénio entre a SGAE e o município, o teatro foi convertido num espaço cultural que mantém uma programação estável de artes cénicas, dando atenção especial aos autores bascos, à língua basca e a novos criadores teatrais. Outras áreas promovidas são a música, a dança contemporânea, e novas formas de expressão cénica, nomeadamente com a participação em programas internacionais de intercâmbio de criadores, principalmente europeus e hispano-americanos. A representação artística e dramática é complementada com um centro de formação artístico e tecnológico.

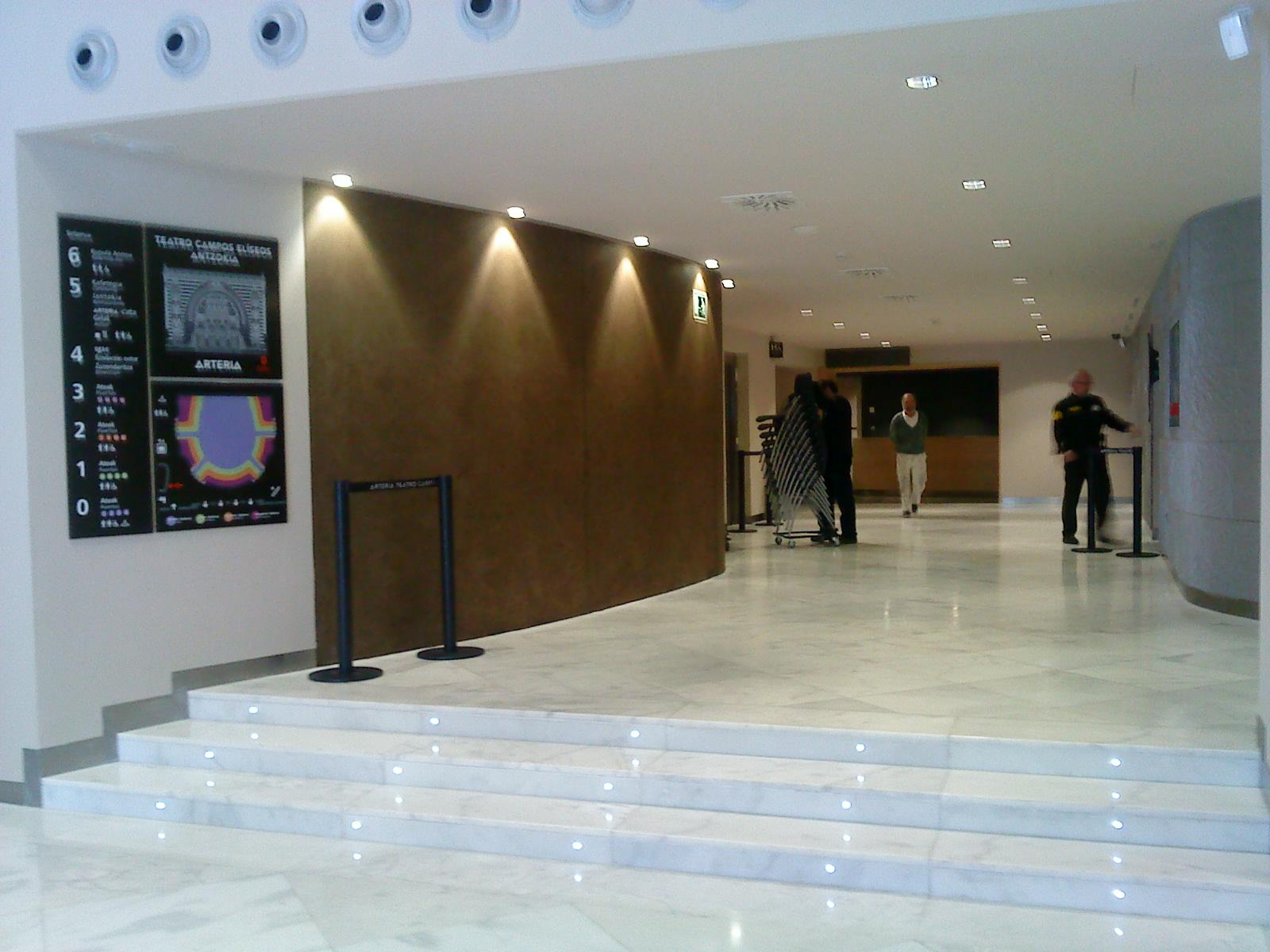
Vestíbulo

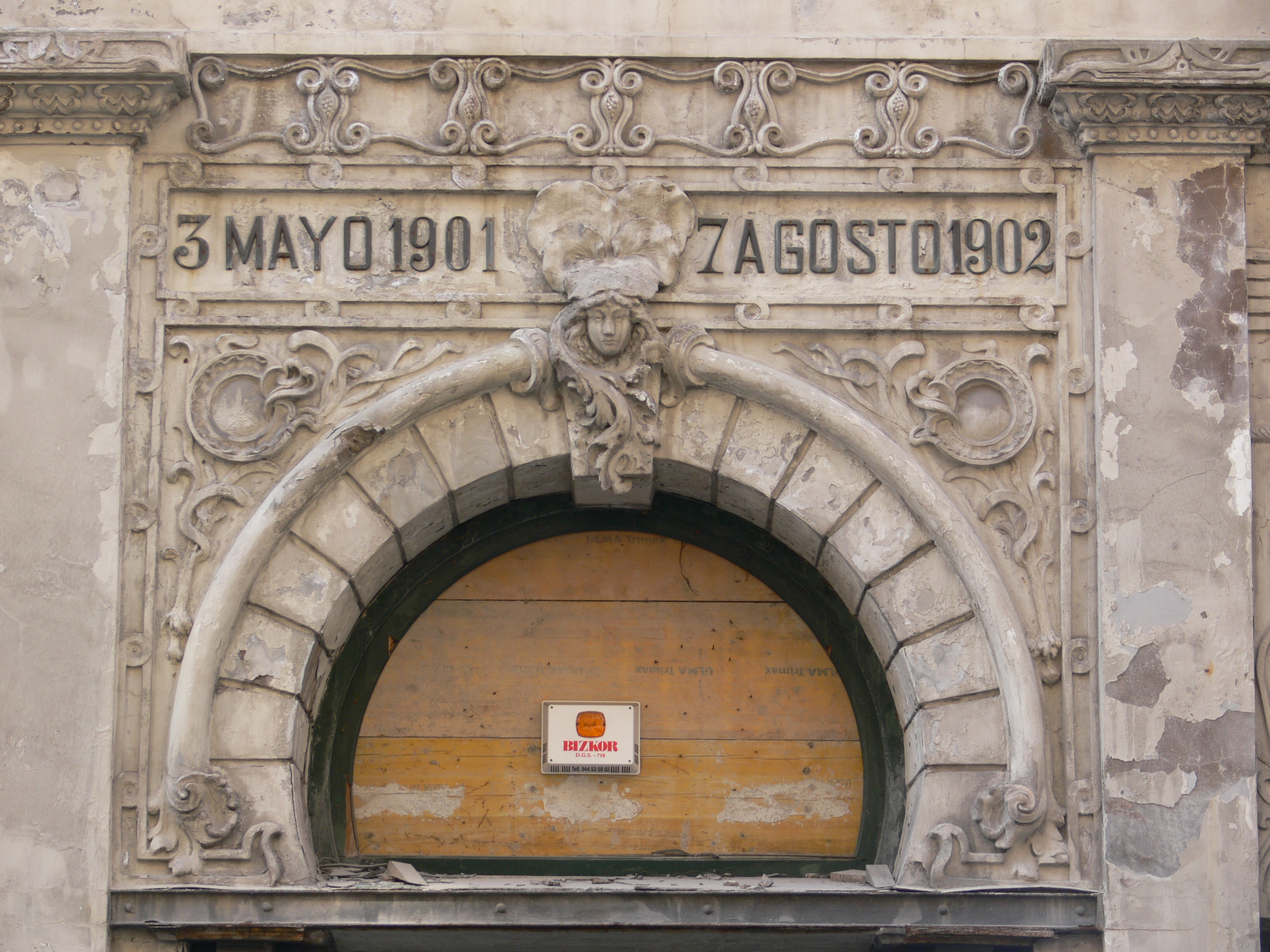
Detalhe da fachada antes da restauração da década de 2000

O espaço cultural tema as seguintes características:
- Área construída: 7 891 m²
- Lotação da sala principal: 805 ou 1 120 pessoas, conforme sejam ou não montadas as poltronas
- Lotação da sala multiusos: 250 pessoas
- Capacidade das salas de formação: entre 30 e 100 pessoas
- Espaço de exibição artística e multimédia
- Ponto de informação cultural
- Loja (TRAMART)
- Cafetaria, restaurante e serviço de catering.

No edifício funciona também a delegação local da SGAE.

### Descrição

#### Exterior
O elemento externo mais relevante é a fachada principal, a que deve a alcunha de bombonera (caixa de bombons). Nela destaca-se o grande arco em ferradura, com reminiscências orientais que circunscreve as portas de acesso do público. Profusamente decorada com motivos naturalistas, animais fantásticos e estilizações vegetais, incorpora aplicações cerâmicas com motivos mitológicos. É da autoria do basco francês Darroquy e as cerâmicas são de Daniel Zuloaga.
A fachada está construída em cimento Portland importado de Inglaterra. Os elementos de cimento são suportados por um muro de tijolo, tornando a sua realização independente do resto do edifício.

#### Interior
Piso térreo e vestíbulo
O acesso ao vestíbulo é feito por uma porta que dá para a rua Bertendona, a qual é o elemento principal da grande fachada que está protegida legalmente como património cultural. Na entrada do vestíbulo encontram-se as bilheteiras; ao fundo encontram-se as casas de banho; e nos lados situam-se as escadas de acesso aos andares superiores. Há numerosas saídas de emergência e acessos e informações para deficientes físicos e sensoriais em todos os andares.
Sala principal
A sala principal, em forma de arco de ferradura, está decorada em estilo Art nouveau francês. Nela destaca-se o teto e a ornamentação de vigas e colunas, todas elas metálicas. A estrutura é sustentada por seis pilares que são rematados em forma de palmeira, com semiarcos, alguns dirigidos para a cobertura rematada em cúpula, e outros dirigidos para as paredes.
Sobre a plateia elevam-se três pisos de balcões aos quais se acede através de escadarias do primeiro andar. No último andar situa-se a sala VIP. A lotação total é de 795 lugares, das quais 469 se encontram na plateia e o resto nos três pisos restantes, 110 em cada um deles, sendo as partes laterais compartimentadas.
O desenho da sala principal foi realizado de forma a obter uma sala polivalente que  se adequa a todo o tipo de eventos, representações teatrais, concertos, banquetes, convenções, etc. Mediante sistemas mecânicos que combinam plataformas móveis e poltronas desmontáveis, consegue-se configurar a plateia juntamente com o palco da forma mais conveniente para cada tipo de evento a realizar. A sala tem ligação com as salas de produção audiovisual.
Quarto andar
Aí se encontram os escritórios da delegação local da Sociedade Geral de Autores e Editores, da Fundação Autor e da direção do teatro.
Quinto andar
É o piso de serviços. Aí se situam a cafetaria, o restaurante, o serviço de catering e a loja de produtos TRAMART. No mesmo andar encontram-se também as salas de formação da Fundação Autor e o departamento de Comunicação e Marketing do Espaço Cultural Arteria Campos Elíseos.
Sexto andar
Tem uma sala polivalente com lotação para 225 pessoas sentadas, apta para qualquer tipo de espetáculo de pequeno e médio formato, incluindo cinema digital.
Sétimo andar
Ocupado com instalações técnicas para diversos fins.
Cave
Usado principalmente para armazéns.
Edifício anexo
Alberga os camarins e outras estruturas dos artistas e do resto do pessoal.